# Živi kurac
Živi kurac je prvi album uživo riječkog rock sastava Let 3. Album je sniman na koncertima u Rijeci, Zagrebu i Ljubljani tijekom zime 1995./1996.
Album nije osvojio niti jednu nagradu, ali se smatra jednim od najboljih albuma snimljenih uživo, a objavljenih na području bivše Jugoslavije.

## Popis pjesama
CD1:
- 01. Sam u vodi
- 02. Ja bih se ljubio
- 03. Kontinentio
- 04. Vjeran pas
- 05. Pokvarena žena ( Žilogriz )
- 06. Guska
- 07. Ne trebam te
- 08. Fahrenheite
- 09. Voulez vous
- 10. 21st Century Schizoid Man
- 11. Ciklama
- 12. Luna Cinquina
- 13. Zora
- 14. Niodkuda
- 15. Nafta
- 16. Idemo u zatvor (Bonus Track)

CD2:
- 01. Srničica
- 02. Elefante elettrico
- 03. El desperado
- 04. Droga
- 05. Izgubljeni
- 06. Disneyland
- 07. Ciklama 1
- 08. Ciklama 2
- 09. Novine
- 10. Fuck famiglia
- 11. Mona
- 12. U rupi od smole
- 13. Oči
- 14. Ha ha ha
- 15. Pipi (Bonus Track)